# おおのハートバス
おおのハートバスは、広島県廿日市市大野地区及び大竹市玖波地区で運行されているコミュニティバスである。路線は平日5系統、休日4系統で運行。
運行はささき観光が行なっている。

## 沿革
- 2005年（平成17年）
  - 4月1日：広電バスの下更地 - 広電阿品駅系統と大野サンランド線廃止。おおのハートバス運行開始。
  - 11月3日：大野町･宮島町が廿日市市と合併し、廿日市市となる。なお、おおのハートバスの運行は引き継がれる。
- 2013年（平成25年）:廿日市市生活交通再編計画に基づき、運賃・ダイヤの見直しを実施。
- 2020年（令和2年） :輸送力増強のため、運行系統を追加。
  - 3月29日:同日のダイヤ改正より、色別による運行を終了。

## 運賃
運賃は一乗車大人150円、小児100円の均一となっている。なお、サンランド車庫、大野庁舎前、公民館前の3箇所では乗り継ぎが可能となっており、1乗車目のバスを降車する際に乗継券を受け取ることで、2乗車目のバスを50円の追加で利用することができる。

## 現行路線
（カッコ）内は一部運行しない便がある。

### レッドライン(東西横断ルート)
- 広電阿品駅 - 県営住宅前 - 青葉台 - 下更地 - 前空駅 - 公民館前 - 宮島工業高校 - 大野支所前 - 大野浦駅 - 大野中学校 - べにまんさくの湯 - サンランド車庫 - JR玖波駅

広電阿品駅からJR玖波駅を結ぶ路線。一部便は玖波駅まで行かず、サンランド車庫発着または鳴川発着となる。
一部時間帯に広電阿品駅発、グリーンハイツ行きも有る。
赤い車体は大野町（当時）の木である｢べにまんさく」の色を表現している。

### イエローライン(西ルート)
- 公民館前 - 妹背の滝 - 大野支所前 - 大野浦駅南口 - 沖塩屋 - べにまんさくの湯 - サンランド車庫 - JR玖波駅
- 公民館前 - 妹背の滝 - 大野中学校 - 大野浦駅 - べにまんさくの湯 - サンランド車庫 - JR玖波駅

公民館前からJR玖波駅を結ぶルート。妹背の滝〜べにまんさくの湯間は2つの経路が存在する。
｢通学バス」としての性質も併せ持つため、スクールバスのカラーであるイエローを採用。

### ブルーライン(東ルート)
- 広電阿品駅 - 宮島口東二丁目／宮島口上 - 青葉台集会所前 - 青葉台 -（深江 - 宮島口 - 深江）-（中山）- 下更地 - 土井 - 公民館前（- 妹背の滝 - 大野支所前）

広電阿品駅から公民館前・大野庁舎前を結ぶルートである。阿品駅方向の一部便は公民館前〜下更地間において大野東小学校・鯛の原経由で運行する。また、土日祝ダイヤにおいて4便はサンランド車庫への入出庫のため、妹背の滝から先、大野中学校・大野浦駅を経由しサンランド車庫まで運行する。
尚、一部の時間帯は広電阿品駅から広電宮島口駅の往復。
青い車体は「大野瀬戸」「永慶寺川・毛保川」の色を表現している。

## 車両
- 開業時に路線名称に合わせてそれぞれレッド、イエロー、ブルーにカラーリングされた日野・リエッセ3両が導入された。その後、2013年12月にブルーラインに日野・ポンチョロング2ドアが1台導入されたほか、同月2日のダイヤ改正で必要台数が増加したことを受け、同じく廿日市市の佐伯地域自主運行バスより日野・ポンチョロング2ドアが1台転用された。
- 車両数・・・赤1台（ポンチョ）・黄色1台（リポンチョ）・青1台（ポンチョ）・白2台（ポンチョ）予備車赤1台（元4号車）の計5台で健在。平日は5台運行、土日祝は4台で運行をしている。

去年のダイヤ改正により1号線リエッセからポンチョに変更。2号線青バスが4号線に転属。2号線は黄バス（ポンチョ）が充当。3号線は白バス（廿日市さくらバス）に変更

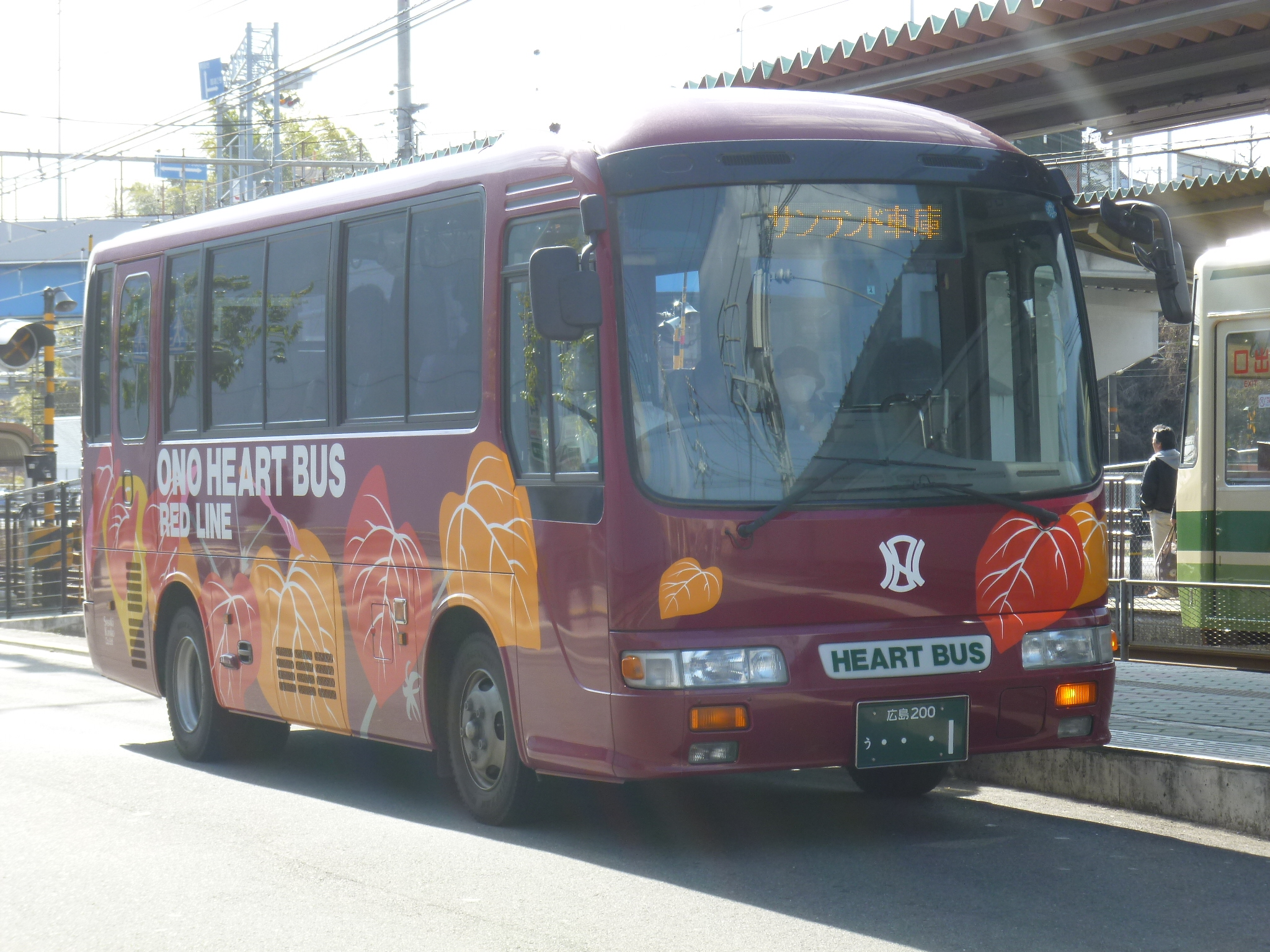
レッドラインの車両※2台
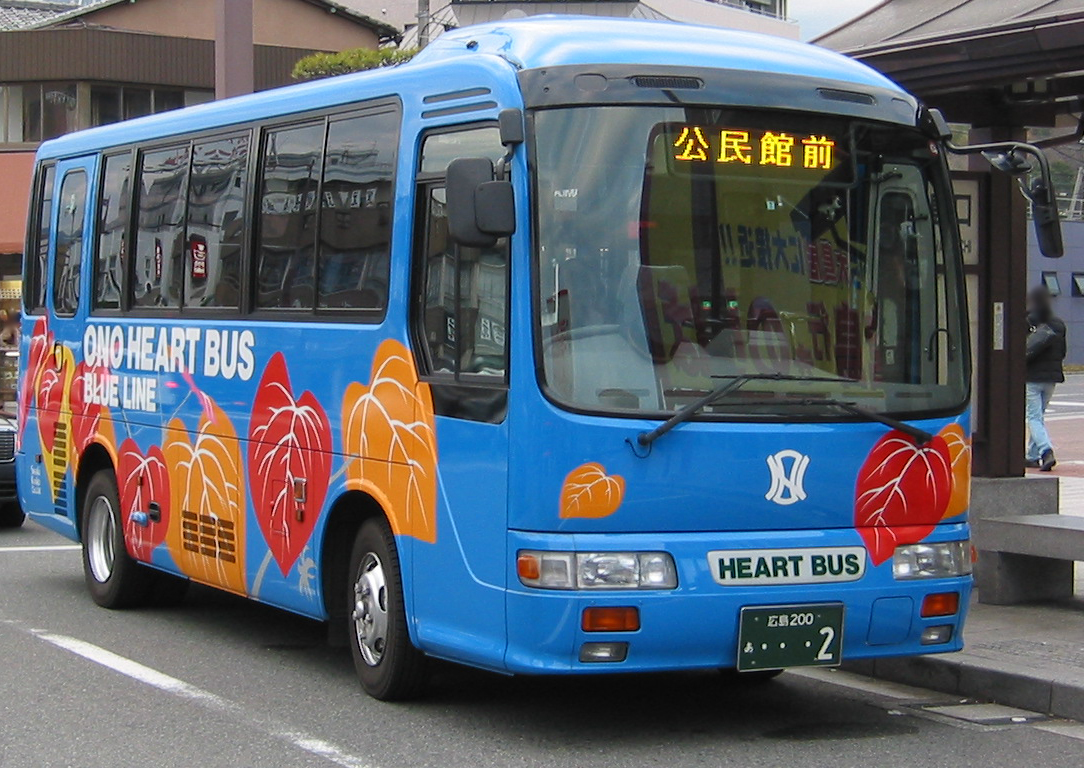
かつて存在したブルーラインの車両※赤に塗り替えられて赤が2台になり、リエッセの青は存在しない。
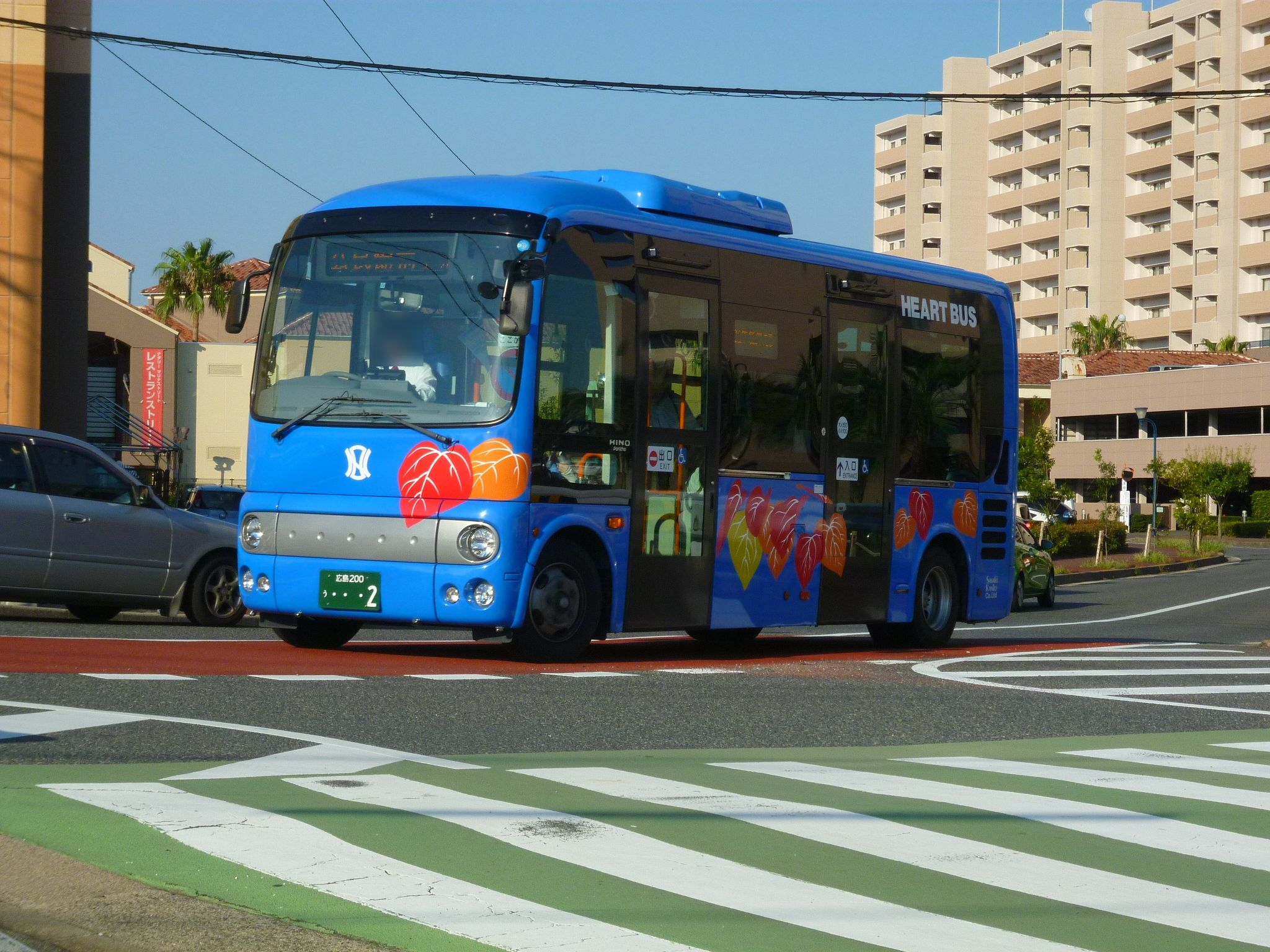
ブルーラインの車両※1台
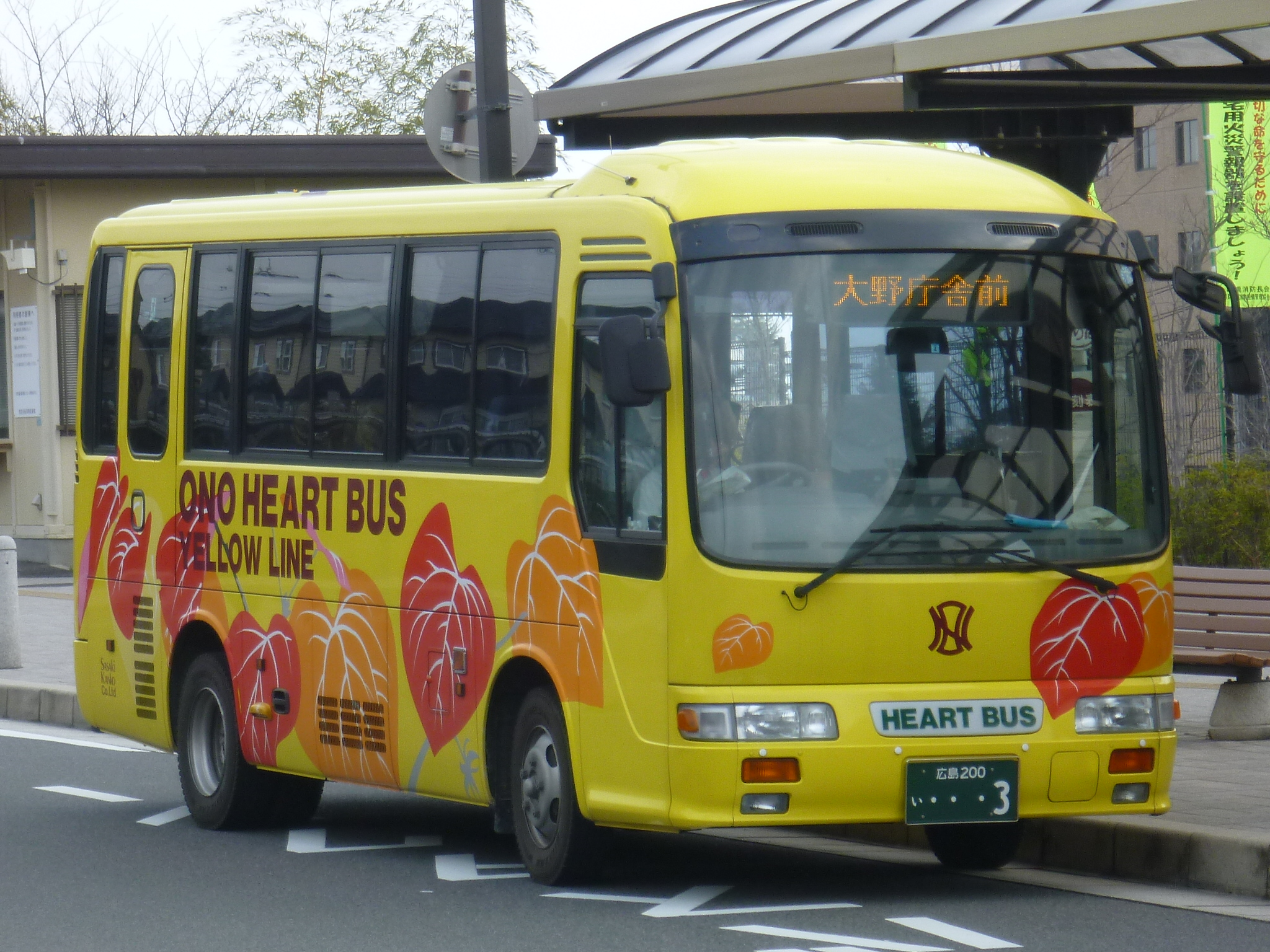
イエローラインの車両※1台

## 今後の予定
2020年度以降の車両更新を踏まえて、PASPYの導入が検討されていたが、2025年3月29日でPASPYのサービスが終了することから、2025年2月にMOBIRY DAYSを導入する予定。
引き続き交通系ICカード全国相互利用サービスには対応しないが、将来対応させる（廿日市市は「ICOCAとの連携」と表現）ことも検討中としている。